# Memento Mori (альбом Flyleaf)
| Оценки критиков      | Оценки критиков |
| Источник             | Оценка          |
| -------------------- | --------------- |
| Allmusic             | [ 1 ]           |
| Alternative Press    | [ 2 ]           |
| Entertainment Weekly | (B)             |
| Jesus Freak Hideout  | [ 4 ]           |
| The New York Times   | (+)             |
| Sputnikmusic         | [ 6 ]           |
| Type 3 Media         | [ 7 ]           |

Memento Mori — второй студийный альбом американской рок-группы Flyleaf, выпущенный лейблом A&M/Octone Records в ноябре 2009 года. Названием является известная латинская фраза, переводящаяся как «Помни о смерти». Альбом дебютировал на 8-м месте в Billboard 200 и в неделю его выхода было продано 56 000 копий.

## Об альбоме
Новый альбом последовал за их платиновым дебютом 2005 года. Он содержит 14 композиций, отобранных из 30 уже написанных. Для создания этого альбома коллектив реорганизовался с новым продюсером Говардом Бенсоном. Альбом был записан на студии Bay7 Studios в Лос-Анджелесе, Калифорния. Он был выпущен 10 ноября 2009 года. Flyleaf дебютировал с двумя дополнительными песнями, «Chasm» и «Circle» с концерта Memento Mori, совершённого во время небольшого тура в Афганистан для десантников США.
25 августа 2009 Flyleaf объявили, что основной сингл из «Memento Mori», названный «Again», будет прокручен по радио, а также выпущен для магазинов цифровых продаж. Дон Тайлер срежиссировал видеоклип для композиции «Beautiful Bride», который вышел 6 октября 2009 на MTV.
6 ноября 2009 альбом впервые был опубликован на официальной странице Flyleaf в проекте MySpace.

## Список композиций
| №   | Название                             | Длительность |
| --- | ------------------------------------ | ------------ |
| 0.  | «Uncle Bobby» (hidden pre-gap track) | 4:22         |
| 1.  | «Beautiful Bride»                    | 3:03         |
| 2.  | «Again»                              | 3:05         |
| 3.  | «Chasm»                              | 2:54         |
| 4.  | «Missing»                            | 2:54         |
| 5.  | «This Close»                         | 3:20         |
| 6.  | «The Kind»                           | 2:47         |
| 7.  | «In The Dark»                        | 3:47         |
| 8.  | «Set Apart This Dream»               | 3:15         |
| 9.  | «Swept Away»                         | 4:09         |
| 10. | «Tiny Heart»                         | 3:07         |
| 11. | «Melting (Interlude)»                | 0:57         |
| 12. | «Treasure»                           | 3:24         |
| 13. | «Circle»                             | 3:03         |
| 14. | «Arise»                              | 4:18         |
| 15. | «Uncle Bobby» (Hidden Pre-gap Track) | 4:22         |

### Бонусные треки
| №   | Название           | Длительность |
| --- | ------------------ | ------------ |
| 16. | «Break Your Knees» | 4:26         |
| 17. | «Enemy»            | 3:43         |
| 18. | «Have We Lost»     | 2:56         |
| 19. | «Who Am I»         | 2:37         |

| №   | Название                                                                         | Длительность |
| --- | -------------------------------------------------------------------------------- | ------------ |
| 16. | «Stay (Faraway, So Close) (U2 Cover)» (Released On "The Target Red Room Vol. 5") | 4:53         |
| 17. | «Bitter Sweet» (Pre-Order Exclusive)                                             | 4:03         |

| №   | Название                           | Длительность |
| --- | ---------------------------------- | ------------ |
| 16. | «Tina» (From Much Like Falling EP) | 2:31         |

| №   | Название                                              | Длительность |
| --- | ----------------------------------------------------- | ------------ |
| 16. | «Supernatural (Acoustic)» (From Much Like Falling EP) | 4:25         |

| №   | Название                                        | Длительность |
| --- | ----------------------------------------------- | ------------ |
| 16. | «Justice and Mercy» (From Much Like Falling EP) | 2:34         |

## Чарты
| Чарт (2009)                     | Наивысшая позиция |
| ------------------------------- | ----------------- |
| US Billboard 200                | 8                 |
| US Billboard Alternative Albums | 1                 |
| US Billboard Christian Albums   | 1                 |
| US Billboard Hard Rock Albums   | 1                 |
| US Billboard Rock Albums        | 2                 |

## Над альбомом работали
| - Лейси Штурм — вокал - Сэмир Бхатачарря — соло-гитара - Джареж Хартманн — ритм-гитара - Джеймс Калпеппер — барабаны, перкуссия, литавры и колокольчики - Пэт Сиалс — бас-гитара | - Говард Бенсон — музыкальный продюсер, клавишные - Крис Лорд-Элдж — сведение - Дэйв МакНэйр — мастеринг |